# Pulsatilla hargitaiana
Pulsatilla hargitaiana är en ranunkelväxtart som beskrevs av Sóo. Pulsatilla hargitaiana ingår i släktet pulsatillor, och familjen ranunkelväxter. Inga underarter finns listade i Catalogue of Life.